# غرانت غيرسون
غرانت غيرسون (بالإنجليزية: Grant Gershon)‏ هو موزع أمريكي، ولد في 10 نوفمبر 1960 في نوروالك في الولايات المتحدة.

## وصلات خارجية
- غرانت غيرسون على موقع ميوزك برينز (الإنجليزية)
- غرانت غيرسون على موقع ديسكوغز (الإنجليزية)